# Ti lascio una canzone (ottava edizione)
L'ottava edizione del talent show musicale Ti lascio una canzone è andata in onda in prima serata su Rai 1 dal 12 settembre al 28 novembre 2015 con la conduzione di Antonella Clerici, affiancata dai giurati Massimiliano Pani, Chiara Galiazzo, Lorella Cuccarini e Fabrizio Frizzi.
Il programma, condotto sempre da Antonella Clerici, quest'anno si scontra con il talent show Tú sí que vales, in onda su Canale 5.
Da questa edizione il programma diventa la selezione ufficiale del rappresentante italiano al Junior Eurovision Song Contest. Oltre a ciò, al termine di ogni puntata in tarda serata ci sarà Ti lascio una canzone - Big, sempre condotto da Antonella Clerici con Luigi Fronte, un mini talent-show tra i migliori cantanti delle edizioni precedenti del programma. Ti lascio una canzone - Big viene vinto da Mattia Lever, mentre il normale viene vinto da Valentina Critelli.

## Cast

### Interpreti
Le età dei concorrenti si riferiscono al momento della partecipazione al programma:
- Hoara Nunez (8 anni, Monsummano Terme (PT))
- Eros Adragna (9 anni, Alcamo (TP))
- Valentina Critelli (9 anni, Potenza)
- Matteo De Sanctis (9 anni, Rieti)
- Marco Lorusso (9 anni, Foligno (PG))
- Carlotta Selenati (9 anni, Jesolo (VE))
- Giuseppina Maria Crapis (10 anni, Lamezia Terme (CZ))
- Gaia Di Giuseppe (10 anni, Roseto degli Abruzzi (TE))
- Marco Boni (11 anni, Avezzano (AQ))
- Benedetta Catenacci (11 anni, Sora (FR))
- Lorenza Caterino (11 anni, Roma)
- Yuri D'Agostino (11 anni, Grottaminarda (AV))
- Charlotte De Melo (11 anni, Roma)
- Mariachiara Sole Galifi (11 anni, Campobello di Licata (AG))
- Simone Iuè (11 anni, Latina)
- Nicole Vioto (11 anni, Caorle (VE))
- Chiara Giovannelli (12 anni, Adrara San Martino (BG))
- Martina Panzella (12 anni, Rimini)
- Simone Puggioni (12 anni, Nuoro)
- Marta Barrano (13 anni, Vittoria (RG))
- Sara Deias (13 anni, Sinnai (CA))
- Elisa Del Prete (13 anni, Montelabbate (PU))
- Stefano Delussu (13 anni, Nuoro)
- Antonio Enzio (13 anni, Monte di Procida (NA))
- Paolino Fois (13 anni, Nuoro)
- Domenico Lombardi (13 anni, Valenzano (BA))
- Aldo Pio Nappo (13 anni, Maddaloni (CE))
- Shiela Anjeanette Palmas (13 anni, Torino)
- Federica Perra (13 anni, Sinnai (CA))
- Roberto Pio Tornabene (13 anni, Mascali (CT))
- Michele Carta (14 anni, Nuoro)
- Gerry Gilfone (14 anni, Gravina di Puglia (BA))
- Tobia Lanaro (14 anni, Villaverla (VI))
- Anna Messina (14 anni, Alcamo (TP))
- Sofia Parrinello (14 anni, Marsala (TP))
- Benedetta Pedicone (14 anni, Roseto degli Abruzzi (TE))
- Ilenia Saddi (14 anni, Maracalagonis (CA))
- Marta Scarpitta (14 anni, Marsala (TP))
- Mauro Tore (14 anni, Nuoro)
- Simone Coppi (15 anni, San Felice Circeo (LT))
- Federica Di Domenicantonio (15 anni, Teramo)
- Marco Lacerenza (15 anni, Orta Nova (FG))
- Federico Piermarini (15 anni, Rieti)
- Christian Riccetti (15 anni, San Miniato (PI))
- Gaetano Venuto (15 anni, Rometta (ME))
- Antonio Della Ragione (16 anni, Bacoli (NA))
- Mattia Mitrugno (16 anni, Mesagne (BR))
- Stefano Puggioni (16 anni, Nuoro)
- Matteo Siculo (16 anni, Aci Sant'Antonio (CT))
- Virginia Toniato (16 anni, Piazzola sul Brenta (PD))
- Edoardo Perrone (17 anni, Taranto)

### I BIG
- Costanza Ginestrini (17 anni, Foiano della Chiana, (AR)) (edizione 3)
- Simona Collura (18 anni, Favara (AG)) (edizione 1)
- Pasquale Greco (18 anni, Locorotondo (BA)) (edizione 1)
- Mario Scucces (18 anni, Vittoria, (RG)) (edizione 2) *
- Claudia Catalano (18 anni, Palermo) (edizione 4)
- Damiano Mazzone (18 anni, Catania) (edizione 4)
- Michael Bonanno (18 anni, Naro, (AG)) (edizione 5)
- Nicola Cardinale (18 anni, Ginosa, (TA)) (edizione 5)
- Vittorio Sisto (18 anni, Pontecagnano Faiano, (SA)) (edizione 5)
- Lea Benigno (18 anni, Mazara del Vallo (TP)) (edizione 6)
- Beatrice Pezzini (18 anni, Valeggio sul Mincio (VR)) (edizione 6)
- Grazia Buffa (19 anni, Partinico, (PA)) (edizione 3)
- Rita Ciccarone (19 anni, Santeramo in Colle, (BA)) (edizione 4)
- Mattia Lever (19 anni, Zambana, (TN)) (edizione 4)
- Giuseppe Santorsola (19 anni, Bernalda, (MT)) (edizione 4)
- Giuliana Danzè (20 anni, Benevento) (edizione 1)
- Sara Pischedda (20 anni, Pirri, (CA)) (edizione 2)
- Giovanni La Corte (20 anni, Caccamo, (PA)) (edizione 3)
- Arianna Lupo (20 anni, Marsala, (TP)) (edizione 3)
- Davide Puleri (20 anni, Naro, (AG)) (edizione 3)
- Gabriele Tufi (21 anni, Roma) (edizione 1)
- Veronica Liberati (21 anni, Roma) (edizione 2)
- Luigi Dragone (22 anni, Monopoli (BA)) (edizione 1)
- Serena Rizzetto (22 anni, Sacile (PN)) (edizione 1)

*partecipanti allo Zecchino d'Oro.

#### Finalisti
- Mattia Lever
- Giuseppe Santorsola
- Rita Ciccarone
- Beatrice Pezzini
- Vincitore : Mattia Lever

### Junior Eurovision Song Contest
- Sophia De Rosa (9 anni, Roma) (edizione 7)
- Beatrice Coltella (11 anni, Roma) (edizione 5)
- Andrea Ascanio (12 anni, Veglie (LE)) (edizione 5)
- Emanuele Bertelli (13 anni, Catania) (edizione 6)
- Claudia Ciccateri (13 anni, Priverno (LT)) (edizione 7)
- Rebecca Toschi (13 anni, Livorno) (edizione 7)
- Clara Palmeri (14 anni, Marsala (TP)) (edizione 6)
- Giovanni Sutera Sardo (14 anni, Favara (AG)) (edizione 6)
- Chiara Scarpari (14 anni, Varapodio (RC)) (edizione 7)
- Martina Scarpari (14 anni, Varapodio (RC)) (edizione 7)
- Gabriele Acquavia (15 anni, Picerno (PZ)) (edizione 6)
- Antonio Licari (15 anni, Marsala (TP)) (edizione 7)
- Valentina Baldelli (16 anni, Serrungarina (PU)) (edizione 6)

### Giuria
- Massimiliano Pani
- Fabrizio Frizzi
- Lorella Cuccarini
- Chiara Galiazzo

### Ospiti
- Prima puntata: Vincenzo Cantiello, Martina Stoessel e Antonio Conte
- Seconda puntata: Suor Cristina, Nek e Vanessa Incontrada
- Terza puntata: Alex & Co., Arisa e Álvaro Soler
- Quarta puntata: Adriano Pappalardo, Gigi D'Alessio e Iva Zanicchi
- Quinta puntata: Ricchi e Poveri, Raf e The show tribute to Abba
- Sesta puntata: Diego Abatantuono, Francesco Facchinetti, Silvan, Rita Pavone, Benito Urgu e Coro L'Anfiteatro
- Settima puntata: Al Bano e Laura Chiatti
- Ottava puntata: Fausto Leali, Marcella Bella, Mika  e Gianni Rivera
- Nona puntata: Massimo Ranieri e Max Tortora
- Decima puntata: Gianna Nannini, Edoardo Bennato, Luciana Canonico e Noemi
- Undicesima puntata: Umberto Tozzi, Cecilia Gasdia e Piero Mazzocchetti

### Canzoni finaliste
- Prima puntata: Chiara e Martina Scarpari[1][2]
- Seconda puntata: Il tempo di morire - Gravity Sixty (1^ superfinalista)
- Terza puntata: Sweet Child o' Mine - Gravity Sixty
- Quarta puntata: I Will Always Love You - Valentina Critelli (3^ superfinalista e canzone vincitrice)
- Quinta puntata: E poi - Valentina Critelli
- Sesta puntata: Un'avventura - Gravity Sixty
- Settima puntata: La casa del sole - Gravity Sixty
- Ottava puntata: All at Once - Valentina Critelli
- Nona puntata: Il ragazzo della via Gluck - Yuri D'Agostino (2^ superfinalista)
- Decima puntata: Per chi - Valentina Critelli
- Undicesima puntata: C'era un ragazzo - Yuri D'Agostino

## Ascolti
| Puntata    | Messa in onda     | Telespettatori | Share  |
| ---------- | ----------------- | -------------- | ------ |
| 1          | 12 settembre 2015 | 3 216 000      | 17,28% |
| 2          | 19 settembre 2015 | 3 201 000      | 17,01% |
| 3          | 26 settembre 2015 | 3 104 000      | 15,80% |
| 4          | 3 ottobre 2015    | 3 767 000      | 17,37% |
| 5          | 10 ottobre 2015   | 3 732 000      | 17,14% |
| 6          | 17 ottobre 2015   | 3 911 000      | 17,25% |
| 7          | 24 ottobre 2015   | 3 883 000      | 15,82% |
| 8          | 31 ottobre 2015   | 3 350 000      | 15,64% |
| 9          | 7 novembre 2015   | 3 623 000      | 16,65% |
| Semifinale | 21 novembre 2015  | 3 164 000      | 14,03% |
| Finale     | 28 novembre 2015  | 4 013 000      | 18,69% |
| Media      | Media             | 3 542 000      | 16,61% |

- N.B: Il 14 novembre il programma non andò in onda a seguito degli attentati a Parigi; al suo posto Bruno Vespa con uno speciale del suo Porta a Porta.

### Ti lascio una canzone Big
Dalle 23:50/00:00 alle 00:45/50 il dato viene scorporato per la parte dedicata al girone ''Big''.
| Puntata | Messa in onda     | Telespettatori | Share  |
| ------- | ----------------- | -------------- | ------ |
| 1       | 12 settembre 2015 | 1 709 000      | 18,00% |
| 2       | 19 settembre 2015 | 1 731 000      | 18,23% |
| 3       | 26 settembre 2015 | 1 786 000      | 18,75% |
| 4       | 3 ottobre 2015    | 1 985 000      | 17,96% |
| 5       | 10 ottobre 2015   | 1 861 000      | 17,30% |
| 6       | 17 ottobre 2015   | 1 987 000      | 16,39% |
| 7       | 24 ottobre 2015   | 2 520 000      | 15,89% |
| 8       | 31 ottobre 2015   | 1 558 000      | 14,23% |
| 9       | 7 novembre 2015   | 1 756 000      | 15,32% |
| 10      | 21 novembre 2015  | 1 632 000      | 15,09% |

- N.B: Il 14 novembre il programma non andò in onda a seguito degli attentati a Parigi e fu sostituito da uno speciale di Porta a Porta in prima serata.